# 篠原健太
篠原健太（日语：／ Shinohara Kenta，1974年1月9日—）是日本漫畫家，代表作為《SKET DANCE》與《彼方的阿斯特拉》，作品大多在集英社的平臺發表。另有一名義SHINTAROH NAKAE。

## 經歷
從小就對漫畫感興趣，高中時期便立志要做畫畫相關的工作，在美術大學畢業後進入遊戲公司科樂美上班，並投入電子遊戲的製作，工作內容包括繪圖與編寫遊戲劇本。28歲時由於公司整併，工作內容變得更加簡單、不需要創造性，讓篠原萌生離職的念頭。
在辭職之後開始鑽研漫畫，花了兩年的時間，在30歲時透過短篇《小貓熊木偶戲》正式出道。之後在準備連載的期間曾擔任《銀魂》作者空知英秋的助手，在助手時期使用的名義是「SHINTAROH NAKAE」，疑似來自篠原健太（SHINNOHARA KENTA）羅馬拼音順序變換後的重組。
2006年，在《赤丸Jump》WINTER号上刊出短篇《SKET DANCE》。連載版本於《週刊少年Jump》2007年33號開始，至2013年32號結束，為篠原健太的第一部連載作品。本作曾於2010年贏得第55屆小学館漫畫獎少年向部門獎項，並且已於2011年電視動畫化，由龍之子製作公司擔任動畫製作。
2016年，在《少年Jump+》23号上開始連載《彼方的阿斯特拉》，至2017年12月30日連載結束。本作曾贏得第12回漫畫大獎，並且於2019年電視動畫化，動畫製作公司為Lerche。
2021年，在《週刊少年Jump》10号上開始連載《WITCH WATCH 魔女守護者》。連載《魔女守護者》時曾稱，對他來說分鏡要花2天半，角色作畫要花5天；可是這樣加起來就超過7天了。本作已宣布於2025年電視動畫化，動畫製作公司為Bibury Animation Studio。

## 個人生活
2006年最初在《週刊少年Jump》上出道的時候，在新人介紹頁提及自己的興趣與特技是睡眠（包含午睡與小睡等）。血型是A型。
喜歡的漫畫家是藤子·F·不二雄、鳥山明、井上雄彥，也很尊敬師傅空知英秋。喜歡的漫畫則列舉了《灌籃高手》、《蜂蜜幸運草》及藤子·F·不二雄的短篇漫畫。
為搖滾樂團the pillows的粉絲，在作品《SKET DANCE》中曾以the pillows的代表曲《Funny Bunny》為其中一篇故事的主題，也曾將另一篇故事以歌曲的其中一節歌詞來命名。
在2010年9月3日發售的《SKET DANCE》15卷中，宣布結婚的消息。2015年7月，妻子的妹妹與另一位漫畫家矢吹健太朗（代表作《出包王女》）結婚，篠原因而與矢吹成為了連襟關係。2021年在《週刊少年Jump》開始連載《魔女守護者》時，正在同雜誌連載《妖幻三重奏》的矢吹也向他道賀。

## 作品
| 標題                   | 形式 | 刊登於                                 | 單行本   | 備註                                                 |
| ---------------------- | ---- | -------------------------------------- | -------- | ---------------------------------------------------- |
| 小貓熊木偶戲           | 短篇 | 赤丸JUMP 2005年 WINTER                 | 未收錄   | 出道作                                               |
| SKET DANCE             | 短篇 | 赤丸JUMP 2006年 WINTER                 | 未收錄   |                                                      |
| SKET DANCE             | 短篇 | 週刊少年Jump 2006年39號                | 未收錄   | 2006年3號連續新人短篇第一彈 與上述同名短篇為不同內容 |
| SKET DANCE             | 連載 | 週刊少年Jump 2007年33號－2013年32號    | 全32卷   | 第55屆小學館漫畫獎少年向部門得獎                     |
| 緊急出動！LIVE俠       | 短篇 | Jump LIVE 2號                          | 未收錄   | Jump LIVE告知漫畫，全4回                             |
| 永久不滅惡魔積分       | 短篇 | 週刊少年Jump 2014年18號                | 未收錄   |                                                      |
| 彼方的阿斯特拉         | 連載 | 少年Jump+ 2016年5月9日－2017年12月30日 | 全5卷    | 第12回漫畫大獎得主                                   |
| WITCH WATCH 魔女守護者 | 連載 | 週刊少年Jump 2021年10號－              | 發行22卷 |                                                      |

### 其他
- 《Funny Bunny（Rock Stock Version）》the pillows夾克插圖 - TSUTAYA出租專用非賣品[12]（2009年5月20日）
- 《Battle Spirits 烈火魂》角色設計原案（2015年）